# Blue Knights

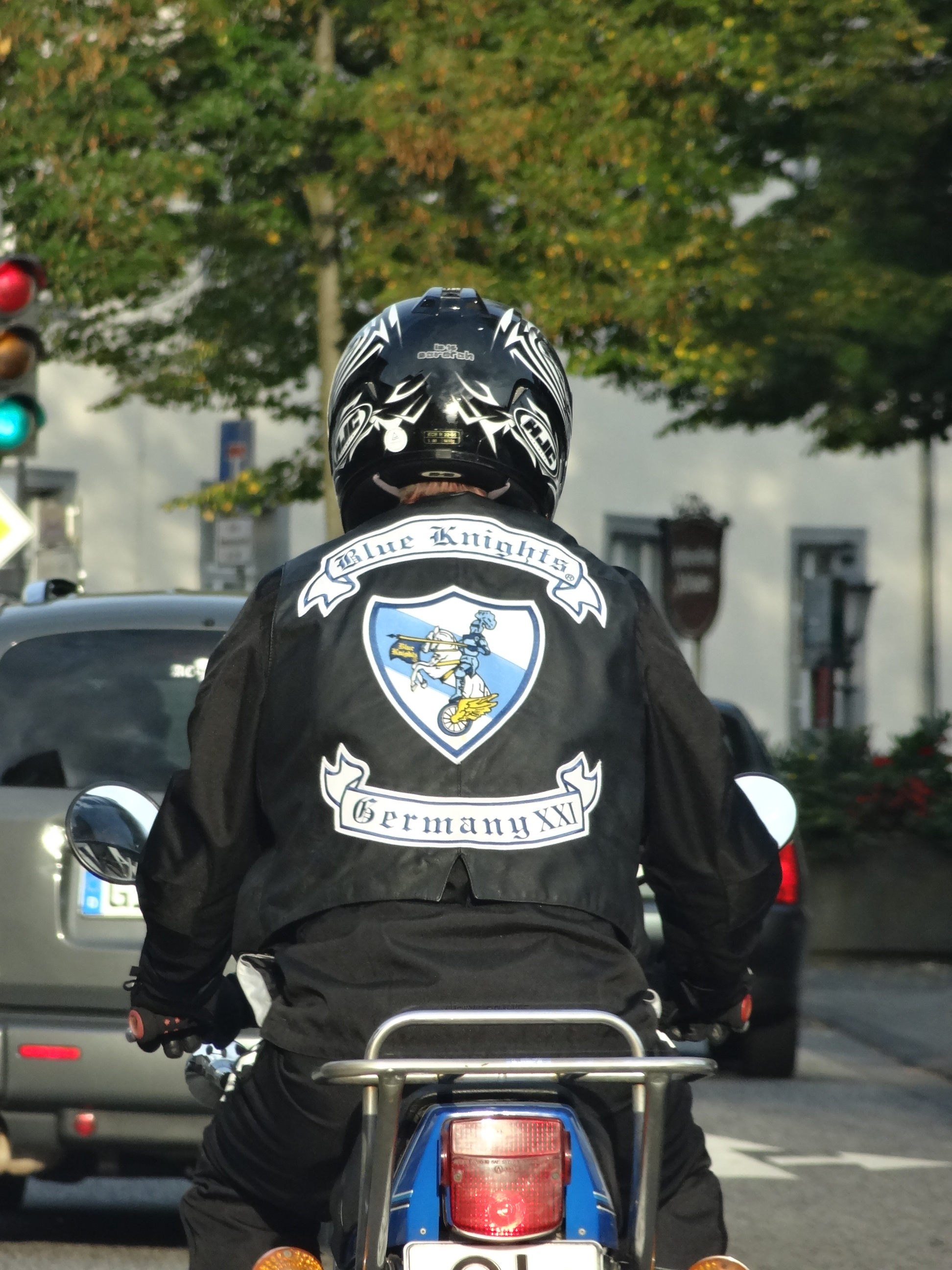
Blue Knights Germany XXI

Die Blue Knights (Englisch für Blaue Ritter) sind ein Motorradclub mit mehr als 14.000  Mitgliedern in 29 Ländern. Er wurde 1974 als Vereinigung motorradfahrender Polizeibeamter in den Vereinigten Staaten gegründet. Das Hauptquartier des Blue Knights International Law Enforcement Motorcycle Club befindet sich in Bangor (Maine).

## Entstehung
Der Clubname wurde von der Mitte der 1970er Jahre im Fernsehen ausgestrahlten Serie The Blue Knight (in Deutschland Bumpers Revier) mit George Kennedy in der Hauptrolle abgeleitet. In den folgenden Jahren verbreitete sich diese Idee in den gesamten USA sowie Kanada und Australien. 1989 wurde die Idee nach Europa getragen, wo es in vielen Ländern selbständige Unterabteilungen, die sogenannten Chapter gibt. Mit rund 570 Chaptern sind die Blue Knights heute einer der größten Motorradclubs weltweit; in Deutschland gibt es 42 Chapter.

## Mitgliedschaft und Ziele
Clubmitglied kann werden, wer Polizei-, Zollfahndungs- oder Justizvollzugsbeamter ist, ein Motorrad besitzt und über die entsprechende Fahrerlaubnis verfügt. Ausnahmen von dieser Regel sind zulässig. Die Mitglieder haben die Möglichkeit, mit ihren Familien an lokalen, nationalen und internationalen Treffen und Begegnungen teilzunehmen und solche zu veranstalten.
Die Ziele der Blue Knights sind die Förderung des Motorradtourensports, Förderung der Völkerverständigung sowie die finanzielle und materielle Unterstützung von gemeinnützigen, mildtätigen und sozialen Einrichtungen, Organisationen und Stiftungen. Ferner fördern sie durch Verbesserung und Anschaffung von passiven Sicherheitseinrichtungen (z. B. Protektoren) die Sicherheit im Bereich des Tourenfahrens und geben praktische Unterstützung in Fragen der aktiven Fahrsicherheit.
Verwandte und befreundete Clubs sind der Red Knights International Firefighters Motorcycle Club, der Club für motorradfahrende Feuerwehrleute, und der Green Knights Military Motorcycle Club, der Club für motorradfahrende Soldaten.